# Kuo Hsing-chun
Kuo Hsing-chun (26 de novembro de 1993) é uma halterofilista taiwanesa, medalhista olímpica. Ela é ex-alunos e professora da Universidade Católica Fu Jen.

## Carreira
Kuo Hsing-chun competiu na Rio 2016, onde conquistou a medalha de bronze na categoria até 53kg.
Em 2021, ela ganhou uma medalha de ouro e quebrou três recordes olímpicos na competição de levantamento de peso feminino de 59 kg nas Olimpíadas de Verão de 2020 em Tóquio. Ela ganhou a medalha de bronze no evento feminino de 59 kg nas Olimpíadas de Verão de 2024 em Paris, França.